# John B. Kelly Jr.
John Brendan "Jack" Kelly Jr. (født 24. maj 1927, død 2. marts 1985) var en amerikansk roer.

## Rokarriere
Kelly var søn af den legendariske roer Jack Kelly Sr., der vandt tre OL-guldmedaljer i 1920'erne, og Jack Jr. vandt i 1947 Diamonds Scull (singlesculler) ved Henley-regattaen, hvilket hans far aldrig havde gjort.
Hans OL-resultater i singlesculler var ikke så prangende. Ved OL 1948 i London blev han slået ud i semifinalen, hvilket gentog sig ved Sommer-OL 1952 i Helsinki. Ved OL 1956 i Melbourne vandt han sit indledende heat og sin semifinale, men i finalen var Vjatjeslav Ivanov fra Sovjetunionen hurtigst og vandt guld, mens  australieren Stuart MacKenzie vandt sølv, og Kelly fik sin eneste OL-medalje, som var af bronze. Ved OL 1960 i Rom var han skiftet til dobbeltsculler, hvor han sammen med sin makker Bill Knecht ikke nåede finalen.
På hjemmefronten vandt Kelly otte USA-mesterskaber og seks canadiske mesterskaber i singlesculler. Derudover vandt igen i 1949 Diamonds Scull, og han vandt guld ved de panamerikanske lege i 1955 i singlesculler og i 1957 sammen med Knecht i dobbeltsculler.

## Videre karriere
Kelly var meget aktiv på det organisatoriske plan i sport og var præsident i AAU (Amateur Athletic Union), i den amerikanske olympiske komité og for den internationale Hall of Fame i svømning.
Han var desuden bestyrelsesformand i John B. Kelly Inc., et entreprenørfirma.

## Familierelationer
Ud over at være søn af Jack B. Kelly Sr. var han bror til skuespillerinden Grace Kelly, der blev prinsesse af Monaco ved sit giftermål med fyrst Rainier 3.

## OL-medaljer
- 1956:  Bronze i singlesculler